# ポーサット州
ポーサット州（ポーサットしゅう）はカンボジア西部の州である。州都はポーサット。
同州は6郡に分かれる。
- 1501 バカン郡
- 1502 カンディエン郡
- 1503 Krakor 郡
- 1504 Phnum Kravanh 郡
- 1505 ポーサット郡
- 1506 ヴェアル・ヴェエン郡

## 交通

### 鉄道
州内には、カンボジア-タイ間を結ぶ鉄道（カンボジア王立鉄道北線）が存在したが、1973年、内戦の激化により破壊された。2018年7月4日、ポイペト近郊の48キロの区間の修復が完了、ポーサット州からプノンペンに向けた一番列車が運行された。